# Дукла (футбольний клуб, Прага)
«Ду́кла» Пра́га (чеськ. Dukla Praha) — чеський футбольний клуб з міста Прага. «Дукла» була одним з лідерів чехословацького футболу протягом 1950-х — 1980-х років, проте в 1996 році об'єдналась з командою «Пршибрам». З 2001 року під назвою «Дукла» (Прага) виступає інший клуб, що не є правонаступником історичної «Дукли».
Так і не зумівши виграти європейські титули, клуб однак відомий тим, що в ньому більшу частину своєї кар'єри провів відомий чехословацький футболіст Йозеф Масопуст, який в 1962 році нагороджений Золотим м'ячем.

## Історія

### Заснування клубу і перше десятиліття
Клуб був організований чехословацькою армією в 1947 році під назвою «АТК Прага» (Armádní tělovýchovný klub — Армійський спортивний клуб). У своєму першому сезоні «АТК» програв майбутньому чемпіону — празькій «Славії» — з рахунком 2:8, але закінчив сезон не так вже й погано — на восьмому місці з 14. Це було найвище досягнення клубу протягом перших років свого існування.
У 1952 році «АТК» виграв свій перший трофей — кубок Чехословаччини. У півфіналі клуб здобув перемогу над об'єднаної збірної Тепліце і Лібереця, а у фіналі обіграв «Шкоду» з міста Градець-Кралове (4:3).
На початку 1953 року клуб перейменували в «УДА» (Ústřední dum armady — Центральний будинок армії). Ця зміна була пов'язана з реорганізацією чехословацького спорту. Того ж року команда вперше виграла чемпіонат, програвши лише один раз у 14 іграх.
Найвідомішими гравцями тих років були Ота Гемеле, Вацлав Павліс, Карол Добай, Ладіслав Пржада, Ладіслав Новак та інші.

### Успіхи 1950—1960рр.
У 1956 році отримав назву «Дукла» в пам'ять про битви, які чехословацька армія вела в 1944 році на Дукельскому перевалі. Як і після свого першого перейменування, команда відразу ж виграла чемпіонат. Відрив від братиславського «Слована», що зайняв друге місце, склав 5 очок. Клую, що зайняв третє місце, «Спартак Прага Соколово» (нинішня «Спарта») був розгромлений з рахунком 9:0.
У сезоні 1957/58, що проходив півтора року, з весни до весни, клуб захистив свій титул. Празький «Спартак» посів друге місце, набравши, як і «Дукла», 40 очок, але забивши на два м'ячі менше.
У цьому ж сезоні команда здобула свою першу перемогу в єврокубках. Вдома «Дукла» обіграла «Манчестер Юнайтед» з рахунком 1:0, але перший матч програла 0:3. У наступні роки клуб послідовно займав місця в першій трійці.
Перші чемпіонства пов'язані з тренером Карелом Кольським, якого в 1961 році змінив Ярослав Вейвода. При ньому клуб став чемпіоном вчетверте, випередивши ФК «Братиславу» на сім очок. При цьому «Дуклі» вдався перший «золотий дубль»: у фіналі кубка з рахунком 3:0 вона обіграла жилінське «Динамо».
Починаючи з 1961 року команда чотири роки поспіль вигравала кубок країни.
Йозеф Масопуст, ключовий гравець «Дукли», в 1962 році був названий футболістом року в Європі. Двома роками раніше Чехословаччина посіла третє місце на першому чемпіонаті Європи.

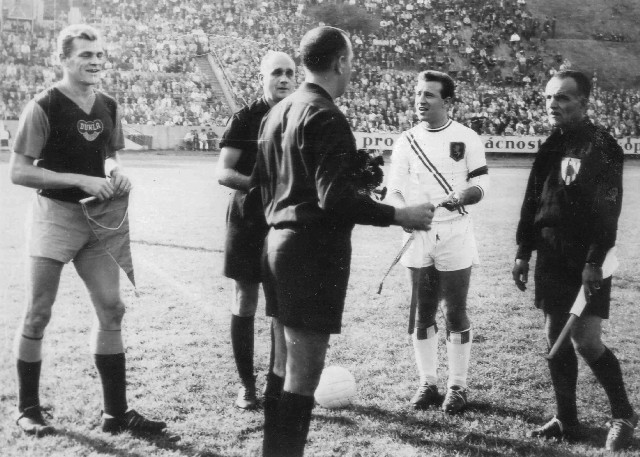
«Дукла» в домашньому матчі Кубку чемпіонів сезону 1963/64 проти «Валетти» (6:0).

Як чемпіон країни «Дукла» брала участь у Кубку чемпіонів у 1962 та 1964 роках. Обидва рази команда доходила до чвертьфіналу, обігравши женевський «Серветт» і польський «Гурник» із Забже відповідно. Потім «Дукла» програвала «Тоттенгему», «Бенфіці» та дортмундській «Боруссії». В ті роки у клубу була хороша молодіжна академія, яка у 1965 році виграла у другій лізі й мала вийти в прем'єр-лігу. Однак їй відмовили, оскільки за правилами проведення чемпіонату заборонялося мати дві команди від одного клубу.
Востаннє в 60-х роках команда виграла чемпіонат у 1966 році. Цікаво, що в «Дукли» та «Спарти», що посіла друге місце, були однаковий баланс зустрічей (17-7-6) і різниця м'ячів (+17).
Після цього клуб тричі виграв кубок країни (1965, 1966 і 1969). У Кубку Кубків сезону 1966/67 «Дукла» перемогла «Есб'єрг», «Андерлехт» та «Аякс» і дійшла до півфіналу, поступившись майбутньому чемпіону — «Селтіку».
Найвідомішими гравцями на той момент були Ладіслав Новак, Сватоплук Плускал, Йозеф Масопуст, Павел Коуба, Ярослав Боровічка, Франтішек Шафранек, Рудольф Кучера та інші.

### Ліга Америки
У 1961 році «Дуклу» запросили на турнір International Soccer League, в якому зіграли в Нью-Йорку 16 команд з усього світу. Команда провела в США все літо, провівши 9 ігор і тренуючись між ними у відомому Центральному парку. У своїй групі «Дукла» зіграла 7 матчів: «Црвена Звезда» — 4:2, «Хапоель» (Петах-Тіква) — 7:1, «Рапід» (Відень) — 6:0, «Конкордія Монреаль» — 2:2, «Монако» — 2:0, «Еспаньйол» — 5:1 та Шемрок Роверс (4:3), де грав практично другий склад

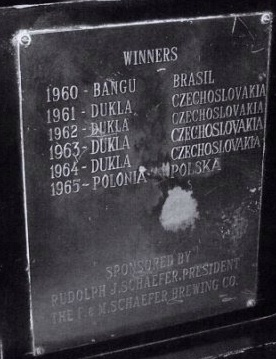
Табличка зі списком переможців International Soccer League. «Дукла» здобувала трофей чотири рази поспіль (1961—1964).

Рудольф Кучера став найкращим бомбардиром турніру і улюбленцем американської публіки. Основний склад команди мав такий вигляд: Коуба — Шафранек, Чадек, Новак — Плускал, Масопуст — Брумовський, Ваценовський, Боровічка, Кучера, Йозеф Єлінек. Головний тренер — Вейвода. У фіналі турніру Дукла грала з «Евертоном». Спочатку клуб з Англії тиснув суперника, але потім Коуба заробив пенальті, після чого чехословацький клуб перехопив ініціативу і забив 5 м'ячів до перерви і ще 2 після нього, дозволивши супернику відіграти 2 м'ячі (7:2). Другий матч також виграла «Дукла», але вже менш розгромно — 2:0.
Всього на турнірі команда забила 39 голів і пропустила 11. Перевага клубу над рештою команд на турнірі була такою великою, що в наступних розіграшах американського кубка «Дуклу» запрошували грати фінальний матч з командою, яка виграла у своїй групі. Клуб виграв 3 таких фінали: у 1962 році у «Америки-РЖ» (1:1, 2:1); 1963 — у «Вест Гем Юнайтед» (1:0, 1:1); 1964 — у «Заглембє» з міста Сосновець (3:1, 1:1). В останній рік розіграшу Кубка, 1965, «Дукла» програла фінал битомській «Полонії» з рахунком 0:2 і 1:1.
За весь час участі команди в Кубку «Дукла» виграла 11 матчів, зіграла 4 рази внічию і програла 1 раз. Різниця м'ячів — 49:19. Чеський письменник і спортивний журналіст Ота Павел написав про американський тріумф клубу книгу «Дукла серед хмарочосів» (Dukla mezi mrakodrapy).

### 1970—1980-ті роки
Попри найгірший результат за всю історію клубу (до 1993 року) в 1971 році, коли команда посіла 11 місце в лізі, в наступних сезонах «Дукла» послідовно здобувала призові місця. У 1975 році команда зайняла 9 місце, але через два роки знову виграла чемпіонат, випередивши братиславський «Інтер» на 4 очки. У той час у команді грали два дуже відомих бомбардира — Зденек Негода і Ладіслав Візек, які й привели «Дуклу» до чемпіонства в 1979 році. Негода і воротар Іво Віктор, поряд з гравцями братиславського «Слована», були лідерами збірної Чехословаччини, яка виграла в 1976 році чемпіонат Європи.
Чотири рази в період з 1969 по 1977 рік «Дукла» брала участь у Кубку європейських чемпіонів, але виграла лише 4 з 10 матчів. Однак у 1979 році клуб домігся певних успіхів у кубку УЄФА: на шляху до 3 раунду були обіграні «Ланероссі Віченца» (яку покинув її лідер Паоло Россі) і «Евертон». У наступному раунді після гостьової поразки з рахунком 1:4 «Дукла» вдома здобула перемогу над «Штутгартом» — 4:0 (голи забили Генесс, Візек, Пельц, Гайдушек — за дві хвилини до кінця матчу). У чвертьфіналі клуб зазнав поразки за сумою двох зустрічей від берлінської «Герти» (1:1 в гостях, 1:2 вдома).
Після цього успіху «Дукла» не могла пробитися у другий раунд до сезону 1985/86. У 1982 році команда виграла черговий чемпіонат країни, а Візек з 15 голами став найкращим бомбардиром.
Роком раніше клуб виграв кубок країни, перемігши у фіналі «Дуклу» з Банської Бистриці. Це був шостий поспіль кубковий фінал для команди і третій за 6 років виграний кубок.

### 1990-ті роки
У 1990 році, після оксамитової революції, яка привела до значного зниження популярності клубу армії, «Дукла» виграла Кубок Чехословаччини, перемігши у трьох з чотирьох останніх матчах турніру з пенальті, у фіналі був обіграний братиславський «Інтер». У наступному сезоні клуб виступав у Кубку володарів кубків, де у другому раунді поступився київському «Динамо».
З початку 1990-х років у клубу почалася тривала і глибока фінансова криза. Основним суперникам вдалося отримати вигідні спонсорські контракти, а «Дуклі» аналогічних спонсорських контрактів отримати не вдалося, що пов'язано з її репутацією в минулому.
До розпаду Чехословаччини «Дукла» ніколи не вилітала з чехословацької еліти, але в першому сезоні Чемпіонату Чехії відомий клуб виграв лише один матч, і вперше з часу свого створення вилетів з вищого дивізіону. Через фінансові проблеми команду перевели до третьої ліги.
Після фінансової кризи клуб об'єднався в 1996 році з командою другої ліги «Портал», в результаті чого виникла команда «Маріла» з міста Пршибрам.

### 2000-ні роки
У 2001 році права на назву «Дукла Прага» придбала аматорська команда «Дукла Дейвице», яка виступала на той момент в чемпіонаті Праги. У листопаді 2006 власник і президент клубу Мілан Дорушка придбав професійну ліцензію на право виступати у Другій лізі у команди «Якубчовіце». У сезоні 2010/11 «Дукла» перемогла у другій лізі і вийшла у Гамбрінус-лігу.

## Досягнення
Чехословацька перша ліга
- Чемпіон (11): 1953, 1956, 1958, 1961, 1962, 1963, 1964, 1966, 1977, 1979, 1982

Кубок Чехословаччини
- Володар (8): 1961, 1965, 1966, 1969, 1981, 1983, 1985, 1990

Кубок УЄФА:
- Чвертьфіналіст (1): 1978/79

## Участь у європейських турнірах
- 4-разовий учасник Кубка Мітропи. Найвище досягнення — фіналіст розіграшу 1955 року.
- 10-разовий учасник Кубка європейських чемпіонів. Найвище досягнення — півфінал у сезоні 1966/67 (програв шотландському клубу «Селтік»)
- 6-разовий учасник розіграшу Кубка володарів кубків. Найвище досягнення — півфінал у сезоні 1985/86 (поступився радянському клубу «Динамо» (Київ))
- 6-разовий учасник розіграшу Кубка УЄФА. Найвище досягнення — 1/4 фіналу в сезоні 1978/79 (програв «Герті» (Західний Берлін).